# Steiningen

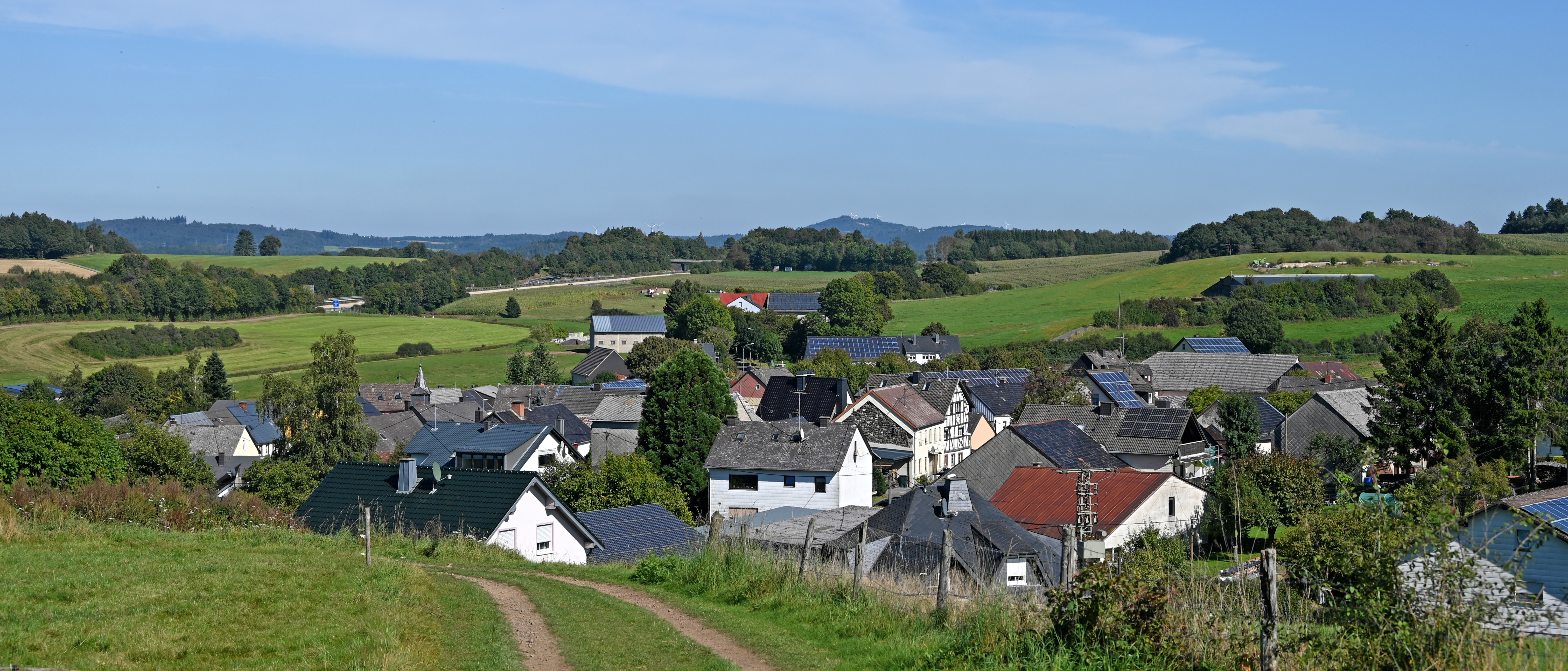
Steiningen von Südwesten

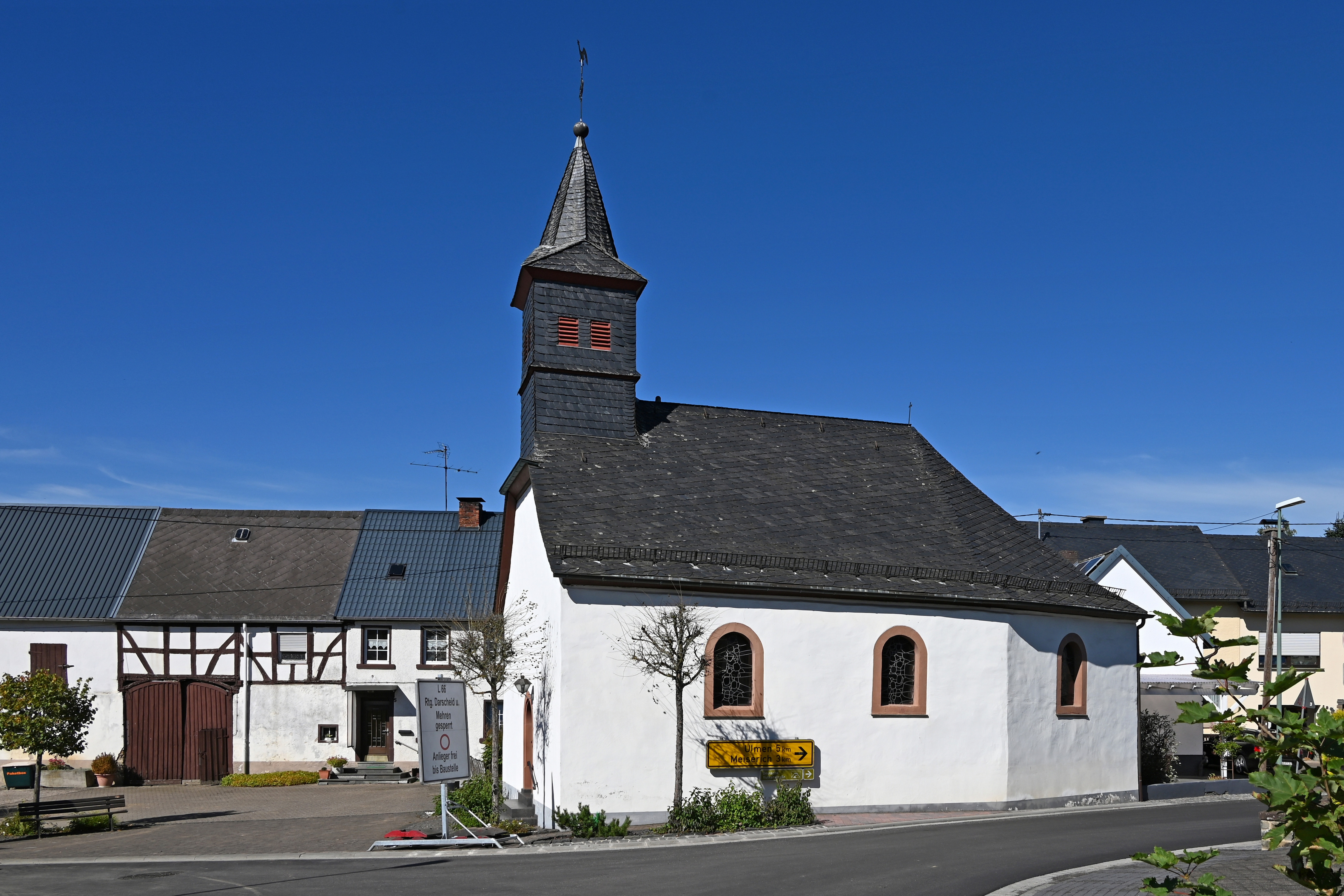
St. Mauritius-Kapelle (1741/1876)

Steiningen ist eine Ortsgemeinde im Landkreis Vulkaneifel in Rheinland-Pfalz. Sie gehört der Verbandsgemeinde Daun an.

## Geographie
Die Gemeinde liegt im Naturpark Vulkaneifel sowie im Landschaftsschutzgebiet „Zwischen Ueß und Kyll“. Zu Steiningen gehört auch der Wohnplatz Lehnwaldhof. Auf dem Gemeindegebiet liegt das Autobahndreieck Vulkaneifel.

## Geschichte
Der Ort wurde in einer Urkunde vom 28. August 1193 erstmals urkundlich erwähnt, in der Kaiser Heinrich VI. dem Kloster Springiersbach seinen Besitz in Steiningen bestätigte.
Steiningen gehörte bis zum Ende des 18. Jahrhunderts zum kurtrierischen Amt Daun.
Etwa eineinhalb Kilometer nordwestlich der Ortslage von Steiningen liegt die „Wüstung Allscheid“. Das Dorf gehörte zum Gemeindeverband von Steiningen. 1852 verkauften die Bewohner ihre 21 Anwesen für 21.000 Thaler an die Gemeinde Steiningen und wanderten nach Amerika aus. Nachdem die Einwohner das Dorf verlassen hatten, wurden die Gebäude abgerissen. Das Dorf hatte zuletzt 80 Einwohner, die in 18 Häusern lebten. Nur die Dorfkapelle steht noch an der heutigen Landesstraße 66.
Statistik zur Einwohnerentwicklung
Die Entwicklung der Einwohnerzahl von Steiningen, die Werte von 1871 bis 1987 beruhen auf Volkszählungen:
| Jahr | Einwohner |
| 1815 | 101       |
| 1835 | 257       |
| 1871 | 192       |
| 1905 | 216       |
| 1939 | 222       |

| Jahr | Einwohner |
| 1950 | 226       |
| 1961 | 216       |
| 1970 | 207       |
| 1987 | 192       |
| 2005 | 199       |

## Alte Hausnamen
Viele ältere Häuser in Steiningen  haben Namen, die mit den heutigen Besitzern nichts mehr zu tun haben. Die Namen stammen teilweise von Namen und Berufen früherer Bewohner. Aber auch durch die Nutzung des jeweiligen Gebäudes. Die Namen entstanden auch durch verschiedenste Ereignisse.

## Politik

### Bürgermeister
Rene Diewald wurde 2024 Ortsbürgermeister von Steiningen.
Der Vorgänger Reinhold Schäfer übte das Amt von 1989 bis 2024 aus.

### Wappen
| Wappen von Steiningen | Blasonierung: „In Grün durch silbernen, schräglinken Wellenbalken geteilt; vorne eine silberne Kapelle, hinten ein silbernes Hufeisen, begleitet von zwei silbernen, fünfstrahligen Sternen.“ |
| Wappen von Steiningen | |